# 해림초등학교
해림초등학교(海林初等學校)는 대한민국 부산광역시 해운대구에 있는 공립 초등학교이다.

## 학교 연혁
- 2001년 5월 6일: 개교

## 참고 자료
- 해림초등학교 - 한국교육학술정보원 학교알리미